# Sem Rozendaal
Sem Rozendaal ('s Gravenmoer, 16 maart 2003), is een Nederlandse singer-songwriter. Hij verkreeg bekendheid na zijn deelname aan het elfde seizoen van The voice of Holland waar hij eindigde op de tweede plek.

## Biografie
Rozendaal groeide op in het dorp 's Gravenmoer nabij Breda. Hij is de achterkleinzoon van zanger Jantje Koopmans.
Sem deed in 2021 mee aan het elfde seizoen van The voice of Holland. Tijdens de blind auditions zong hij het nummer If you ever want to be in love van James Bay en begeleidde zichzelf daarbij op gitaar. Hierna koos hij het team van Waylon. 
Bij de battles zong hij You're still the one van Shania Twain, en bij de knockouts het nummer Laat me van Ramses Shaffy. Tijdens de eerste liveshow zong hij Dancing in the dark door Bruce Springsteen.
Bij de tweede liveshow voerde hij het nummer You never can tell van Chuck Berry op. In de halve finale zong hij zowel Sign of the Times  door Harry Styles, als Radar Love van Golden Earring. 
Na het tot de finale geschopt te hebben droeg hij hier opnieuw het nummer uit zijn blind audition if you ever want to be in love voor, en zong hij Wild world van Mr. Big samen met zijn coach Waylon. Ook presenteerde hij tijdens de finale zijn zelfgeschreven debuutsingle My missing piece.
Deze finale verloor hij van Dani van Velthoven, wat Sem een tweede plek opleverde.

## Discografie

### Singles
| Single met eventuele hitnotering(en) in de Nederlandse Top 40 | Datum van verschijnen | Datum van binnenkomst | Hoogste positie | Aantal weken | Opmerkingen |
| ------------------------------------------------------------- | --------------------- | --------------------- | --------------- | ------------ | ----------- |
| My missing piece                                              | 26-03-2021            | -                     | -               | -            |             |